# Shin'etsu
Regija Shin'etsu (japanski:信越地方 Shin'etsu) je podregija regije Chūbua u Japanu.
Područje regije obuhvaća stare provincije Shinano i Echigo. Iako je ime kombinacija tih dviju pokrajina, regija također sadrži otok Sado iz pokrajnine Sadoa. Nalazi se u suvremenim prefekturama Naganu i Niigati. Podregija se prostire na 4,524.997 km² u njoj živi 4,524.997 stanovnika, dok je prosječna gustoća stanovništva 177 st./km².